# 米盧廷·米蘭科維奇
米盧廷·米蘭科維奇（拉丁化：Milutin Milanković，發音：[milǔtin milǎːnkɔʋitɕ]，1879年5月28日—1958年12月12日）是一位塞爾維亞土木工程師、地球物理學家和天文學家。因為冰河時期的研究而聞名；他提出了地球長期氣候變化和地球軌道的周期性變化關係，也就是今日的米蘭科維奇循環。米蘭科維奇提出了地球科學的兩大貢獻。第一個是關於地球日照的學說（Canon of the Earth's Insolation），該學說特別指出了太陽系各行星氣候特徵；第二個貢獻是解釋地球氣候變遷是因為地球和太陽相對位置的變化，這解釋了過去地球冰河時期的發生時間，並可預測地球未來氣候變化。

## 早年生活

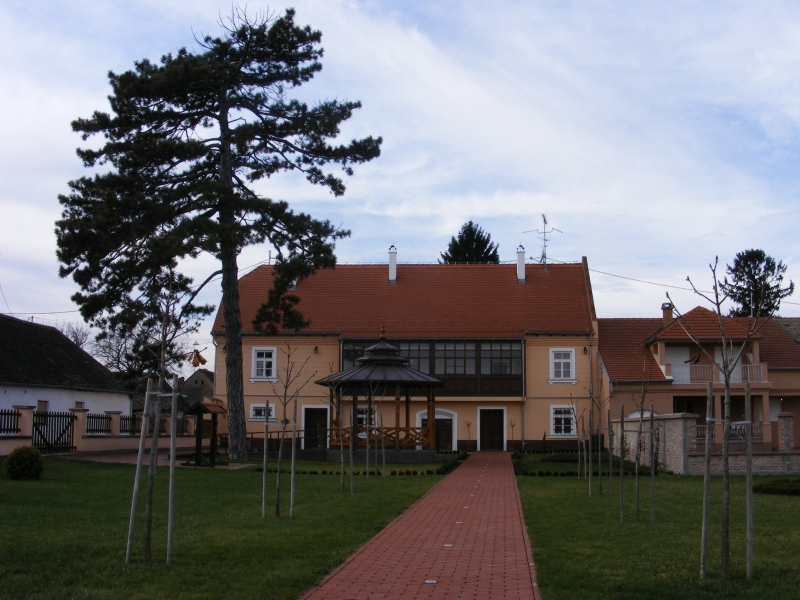
米盧廷·米蘭科維奇的出生地

米蘭科維奇出生在奥匈帝国達利（今屬克羅埃西亞）的一個東正教塞爾維亞商人和地主家庭中，米蘭科維奇和他的雙胞胎妹妹是七個孩子中年齡最長的兩個。因為米蘭科維奇的健康因素，他在家裡接受他的小學教育，由他的父親和私人教師，以及家庭的一些親戚和朋友教學，其中有一些是有名的哲學家、發明家和詩人。他的父母在他幼年時發現了他的數學天賦。除了數學以外，他的父親還向他介紹許多人物和團體，並教他評論和謄寫，以及閱讀史詩。米蘭科維奇的父親於1886年10月27日去世後由他的親戚Vasа Muačević照顧並支持他的一切，直到去世為止。米蘭科維奇在出生地的家中完成了小學教育後，他進入了位於奧西耶克Realka的中學就讀。
米蘭科維奇在中學的第一個學期結束後成為班級中學業成績最佳的學生，直到畢業為止。這時候他遇到了一位真正的工程師和發明家，他在比尔森的斯柯達公司火砲工廠任職的親戚Andrа Radovanović讓他得到了世界性的承認。米蘭科維奇熱切地了解他的親戚擔任工程師的一切事物。他在就讀中學時他的數學老師，一位28歲的年輕塞爾維亞人博士弗拉基米爾·瓦利卡（Vladimir Varićak），注意到了米蘭科維奇在數學上的天賦。這位老師在米蘭科維奇選擇科學為志業上有很大的影響。米蘭科維奇於1896年以最優異成績於中學畢業，並代表塞爾維亞王國的中學畢業生面見奧地利君主。
米蘭科維奇的家人希望他能選擇一些高等農業學校，因為必須要有人能管理他的家庭所擁有的廣大土地。米蘭科維奇本人想要學習電機工程，但因為在維也納沒有這樣的學校，他因此選讀土木工程。米盧廷的堂兄弟Veselin在前一年前往維也納就讀工程學明顯影響了他繼續在維也納受教育的決定。因此他在1896年10月5日和他的堂兄弟一起前往維也納。  
當時一位橋梁工程學教授Johann Brick是當時維也納頂尖的力學專家，他在米蘭科維奇求學的第五年教導了最重要的科目。在他的教學中，年輕的米蘭科維奇獲得了以後進行科學研究的強大靈感。米盧廷在1902年於土木工程學系畢業後在奧匈帝國服役了一年，於1903年回到維也納繼續他的博士學業。1904年他25歲時他以論文《壓力曲線的理論》（Beitrag zur Theorie der Druck-kurven）獲得博士學位。畢業後他決定在一些大型建設公司工作。

## 建設公司任職
在1905年初，米蘭科維奇進入在維也納的建設公司Adolf Baron Pittel Betonbau-Unternehmung擔任工程師。自他在第一年的穩定工作之後，他在設計一個鋼筋混凝土倉庫時遇到了問題。公司的負責人Baron Pittel在維也納是以建造鋼筋混凝土建築物聞名，而他經常讓米蘭科維奇這位有工程博士學歷的年輕土木工程師進行複雜的建築設計。同樣地，米蘭科維奇被分配到設計部門，這並不是一個簡單的工作。因為當時沒有數學公式可以確定鋼筋混凝土樑和支承板的精確尺寸，這些分析是比現在複雜的。
米蘭科維奇使用他在博士論文中建立的一般彈性理論的有效性進行長時間和困難的計算後，他在科學期刊上發表了標題《Contribution to the theory of reinforced-concrete beams》的論文。他在這些研究中提出的解決方案吸引了結構工程師，尤其是設計師的注意，並且很快被收入書籍和建築手冊。米蘭科維奇是第一位不使用當時流行的幾何設計法，以數學方式建模的專家，而他的方式在當時很受歡迎。結果就是他的方式大量使用在位於外西凡尼亞塞貝什（Sebeș）的水力電廠水道，這是他早期生涯中讓人注目的成果。 
米蘭科維奇在維也納的建設公司任職五年中獲得了極高聲譽，因為他設計了不少建案。除了外西凡尼亞塞貝什的水道（類似古橋）以外，他設計了位於奧地利賽梅林山口和皮滕（Pitten）的水道、斯洛維尼亞克拉尼、匈牙利Banhidi、奧地利Isla的橋梁，以及克虏伯的一個新金屬工廠。而他在該公司期間也參與了貝爾格勒在薩瓦河岸邊的汙水處理系統。1908年奧匈帝國併吞波士尼亞使奧匈帝國和塞爾維亞之間引發戰爭危機。在奧匈帝國的塞爾維亞人，尤其是知識分子受到當局相當大的壓力。雖然他在工程的工作有豐厚收入，他開始渴望研究科學，同時這只在他是自由從業的土木工程師才能實現。
1909年是米蘭科維奇一生的關鍵轉折點。他被貝爾格勒大學邀請擔任應用數學副教授，同時也教古典力學、天體力學和理論物理學。因此米蘭科維奇遷往貝爾格勒居住。米蘭科維奇雖然離開了維也納，但還是和許多奧地利科學家以及研究機構保持緊密聯絡，並互相交換科學訊息和構想。只要情況允許，他就會去維也納或奧地利其他地方拜訪朋友和合作者、參加重要的科學研究或以顧問、設計者的身分參與重大工程。
米蘭科維奇搬到塞爾維亞王國之後仍持續和他在維也納求學的朋友，工程師和建設公司負責人Petar Putnik設計和建築許多工程，並且設計了尼什和克尼亞熱瓦茨（Knjaževac）之間鐵路線上的一座鐵路橋。米蘭科維奇朋友的想法是在這個鐵路線上建造塞爾維亞第一座鋼筋混凝土橋，並且以兩側岩石做天然支撐，每個跨距10公尺。而他非常喜歡這個想法並很快進行了後來將可適用於所有橋梁的靜力計算。之後塞爾維亞政府於1912年委託Petar Putnik的建設公司進行這個橋梁建築。

## 天體力學和冰河期之謎
米蘭科維奇的科學研究以《氣候的數學理論貢獻》（Contribution to the mathematical theory of climate）於1912年4月5日出版於貝爾格勒。他研究的是當時最知名的氣候學家尤利烏斯·馮·漢恩（Julius von Hann）的相關工作成果。米蘭科維奇注意到一個成為他主要研究課題的重要問題。這個問題就是關於冰河期。米蘭科維奇的書《The schedule sun radiation on the earth's surface》於1913年6月5日在貝爾格勒出版。
1914年時米蘭科維奇的科學著作《關於冰河期的天文理論問題》（About the issue of the astronomical theory of ice ages）出版。同年米蘭科維奇回到當時由奧匈帝國統治的出生地和Christine Topuzović結婚。在塞爾維亞的七月危機期間，奧匈帝國對境內塞爾維亞人的壓力更大。這個危機導致了第一次世界大戰的爆發。但在米蘭科維奇結婚後不久，身為塞爾維亞公民的他遭到奧匈帝國當局逮捕，並先後關押在卡爾洛瓦茨和奧西耶克。之後他在妻子、親戚Vasa和維也納大學教授伊曼紐·克如伯（Emanuel Cuber）的幫助下獲釋，條件是必須遠離與塞爾維亞的邊界。奧匈帝國境內的塞爾維亞人政治領袖斯韋托扎爾·普里比切維奇注意到了米蘭科維奇，並安排他逃亡到匈牙利北部。在那里他先被奧匈帝國軍方拘禁在濱湖新錫德爾（Neusiedl am See），後來轉往布達佩斯，並且每天都要向當地派出所報到，而他就在布達佩斯四年直到戰爭結束。
雖然米蘭科維奇被拘禁在布達佩斯，他在當時仍致力於研究後來廣為大眾所知的「米蘭科維奇循環」。戰爭結束後他在1920年出版了他的專書。該書先由塞爾維亞科學與藝術學院出版，之後再由法國巴黎的格西尔－韦拉斯（Gauthier-Villars）以標題《太陽輻射造成的熱現象數學理論》（Théorie mathématique des phénomènes thermiques produits par la radiation solaire）出版。
米蘭科維奇在布達佩斯時遇到了匈牙利科学院圖書館館長科羅曼·馮·西利亞（Koloman von Celia），他對數學有極大的愛好，因此安排米蘭科維奇在匈牙利中央氣象研究所進行研究。他在該地任職的兩年期間發展了關於火星的氣候變遷數學模型，並於1916年出版了《火星氣候研究》（Researching of the climate planet Mars）。當歐洲陷入激戰期間，米蘭科維奇研究火星的氣候，以了解行星上的生物是否會影響氣候。他計算的火星日照量和表面與低層大氣年均溫在數十年後第一個火星探測登陸艇登陸後得到証實。事實上，米蘭科維奇已經建立了地球和其他行星上的氣候模式。
第一次世界大戰結束後，米蘭科維奇和家人於1919年3月19日回到貝爾格勒，當時塞尔维亚人、克罗地亚人和斯洛文尼亚人王国已經成立。米蘭科維奇繼續在貝爾格勒大學任教，並升任正教授。除了科學研究和教學以外，米蘭科維奇仍然是位土木工程師。建設公司以高薪聘請他擔任工程師，並設計了位在尼什的菸草工廠，以及位於斯科普里、韋萊斯（Veles）、卡瓦達爾奇（Kavadarci）和卡佩爾約納（Čapljina）的菸草倉庫；以及國家銀行的設施，這包含了在貝爾格勒的印鈔廠以及斯科普里和比托拉的分行。
米蘭科維奇在對太陽系天體進行科學研究同時也致力於科學普及，因此他在1925到1928年期間寫了一本科學普及的書《穿越時空－一位天文學家的信》（Through Space and Centuries - Letters of an Astronomer），該書的形式是一位天文學家寫信給一位不知名女孩。在該書中是以時間軸的方式描述，一開始是地球的形成與冷卻（相當於希臘神話中提坦的時代），接著是介紹古文明和文藝復興時代人們的思想，接著就是和他相同的時代思想，以及包含冰河期循環的氣候數學模型。書中他帶著讀者到月球、火星、金星等其他太陽系的行星，以了解天體力學中的複雜問題。這本給社會大眾閱讀的書出版於1928年。

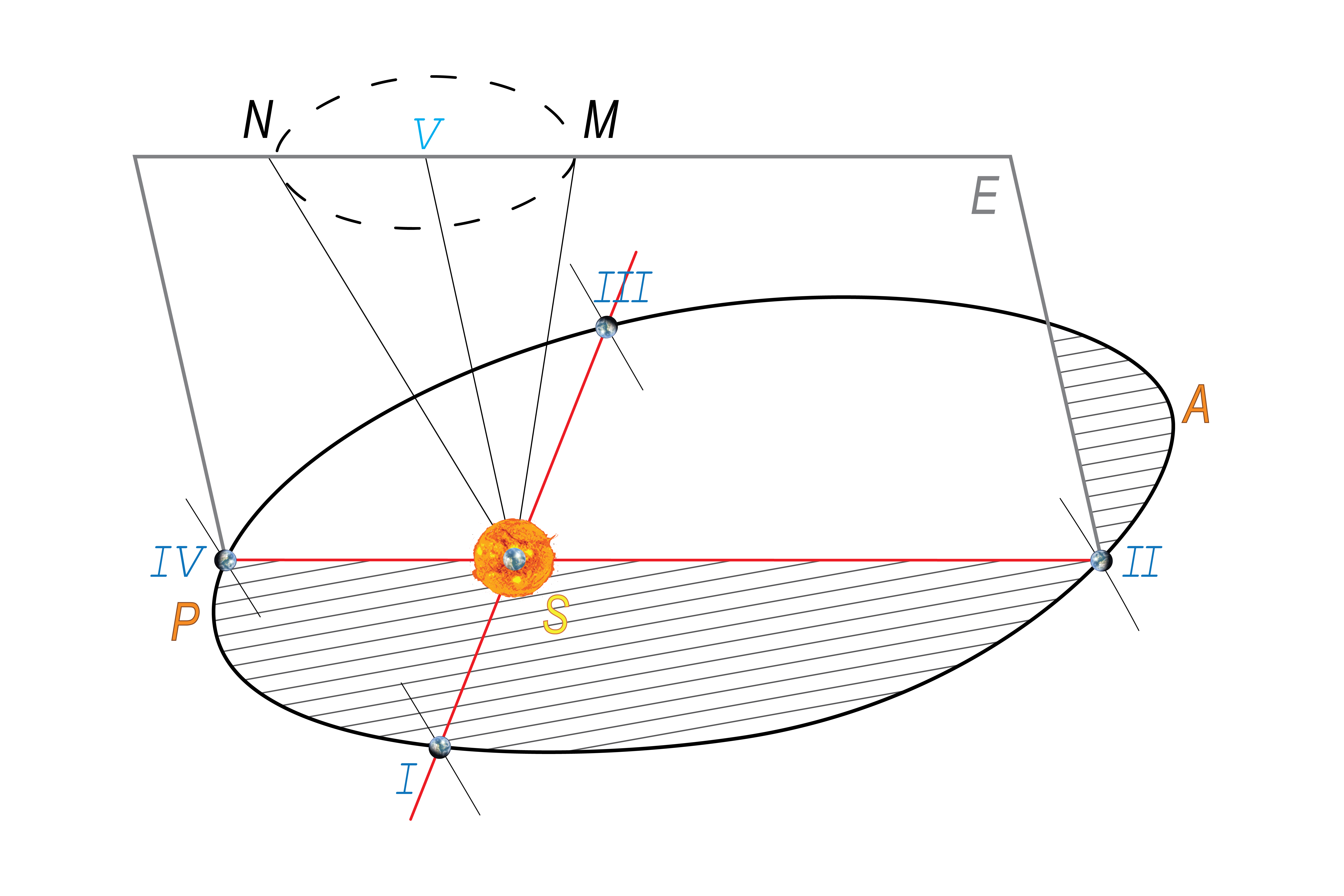
轨道的偏心，倾斜和进动。

米蘭科維奇的研究成果讓他在科學界獲得了相當的知名度。尤其是他的「地球表面的日射量變化」。這個結果直到1924年著名氣候學家和氣象學家弗拉迪米爾·彼得·柯本和他的女婿阿尔弗雷德·魏格纳在他們發表的氣候與地質學相關著作中提到了米蘭科維奇的研究成果才得到廣泛接受。
在米蘭科維奇提供了這些科學貢獻後，他於1927年被邀請合著兩本重要的書籍。第一本是氣候學手冊（德語：Handbuch der Klimatologie），第二本則是地球物理學手冊（Gutenberg's Handbuch der Geophysik）。第一本書中他寫下了《氣候變遷的氣候學與天文學理論的數學原理》（Mathematische Klimalehre und astronomische Theorie der Klimaschwankungen），於1930年以德文出版，接著在1939年翻譯成俄文出版。該書進一步特別以地球為例發展了行星氣候理論。
米蘭科維奇推導出了一個可以計算冰蓋和地球的太陽日照量變化時，冰蓋狀態變化的公式。他設法建立了一個夏季日照量和積雪邊界高度的數學關係式，從而知道積雪量如何因為夏季日照量的變化而增減。這個結果於1938年以論文《氣候變遷的天文理論新結果》（New results of the astronomical theory of climate change）出版。事實上，現代地質學家可以使用他的研究成果得到一個在過去65萬年中積雪高度變化的圖表。
米蘭科維奇在第二本教科書中編寫了四個章節發展和制定他的地球兩極長期運動理論；而他的冰河期理論（米蘭科維奇循環）則建立於先前詹姆士·克洛爾的研究成果上。米蘭科維奇使用更多的地球軌道計算進一步發展了克洛爾的部分工作，而這些數學則是由色度學先驅路德維希·皮爾格里姆（Ludwig Pilgrim）於1904年發展出來的。米蘭科維奇充分了解到他的太陽輻射理論已經成功完成，但他的理論相關論文分散在多個不同出版物中，他因此決定將相關論文收集成冊出版。

## 最重要的成就

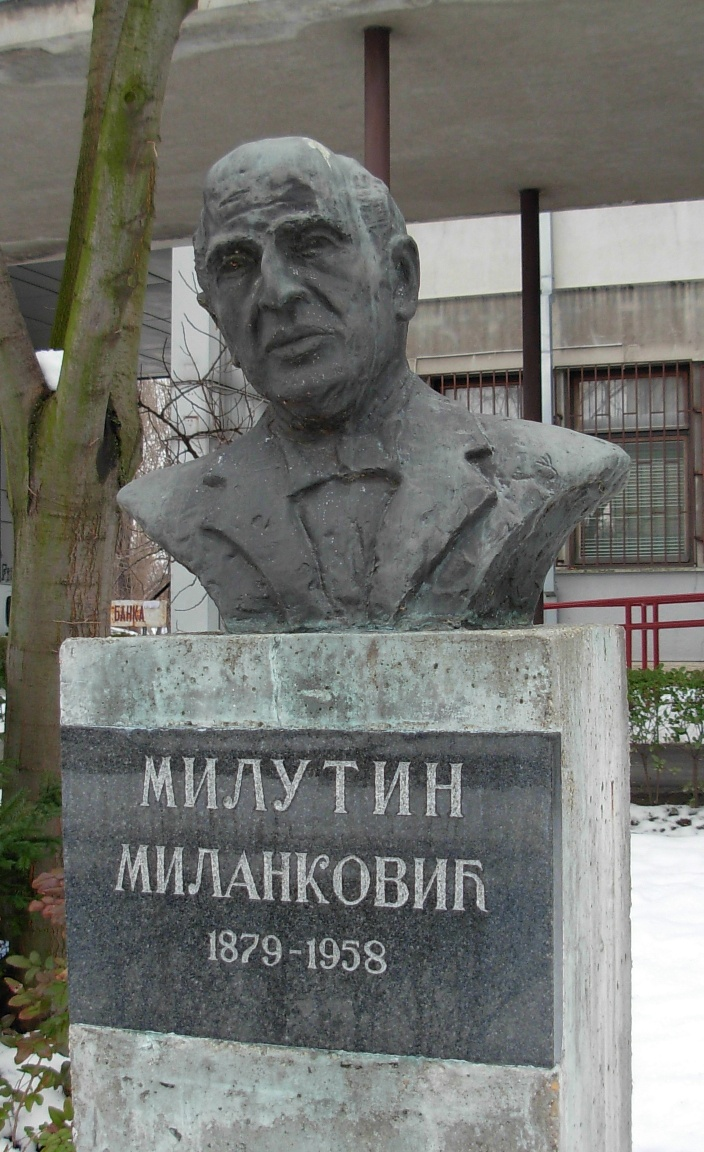
在诺威萨的米蘭科維奇紀念碑

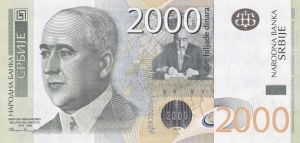
面額2000塞爾維亞第納爾上的米蘭科維奇

米蘭科維奇從許多書籍和期刊收集關於他的太陽輻射理論研究相關資料。1939年他開始進行他最重要的工作，編寫包含了他將近三十年研究的書《Canon of Insolation of the Earth and Its Application to the Problem of the Ice Ages》，其中大部分是公式、計算和圖解。但也總結了許多可以解釋氣候變化和11次冰河期的可能解釋原因（米蘭科維奇循環）。
為了安排和編寫該書，米蘭科維奇花了兩年時間。手稿於納粹德國和其盟友入侵南斯拉夫前四日的1941年4月2日送印，不久後在4月6日納粹德國空軍轟炸貝爾格勒。在轟炸期間印刷廠和所有的書遭到炸毀，除了一本印刷第一日米蘭科維奇帶走的一本已印好的以外。塞爾維亞遭到占領後的1941年5月，兩位德軍軍官開車到米蘭科維奇在貝爾格勒的家，而這兩人是米蘭科維奇朋友Wolfgang Selera的地質學生。因此他決定將僅存的一本書送到他在德國弗赖堡的朋友處。米蘭科維奇在戰前就對軌道上或近軌道的發射物感興趣，因此進行了關於緯度和軌道的數學計算。目前仍不知道米蘭科維奇的論文是否和現代火箭的前身V-2火箭有關聯。他的書後來在塞爾維亞皇家科學院以四開，626頁出版；之後又出版德文版本《Kanon der Erdbestrahlung und seine Anwendung auf das Eiszeitenproblem》；不久該書就引起歐洲和國際相關領域專家的重視。
在納粹德國占領塞爾維亞期間（1941年－1944年），米蘭科維奇避免了公開活動，並開始寫關於他的科學研究之外的相關自傳。他的自傳在戰後以標題《Memories, experiences and knowledge - from 1909 to 1944》於1952年在貝爾格勒出版。
1958年米蘭科維奇遭受中風在貝爾格勒去世。他被埋葬在達利他的家族墓地。

## 對他的「教條」挑戰

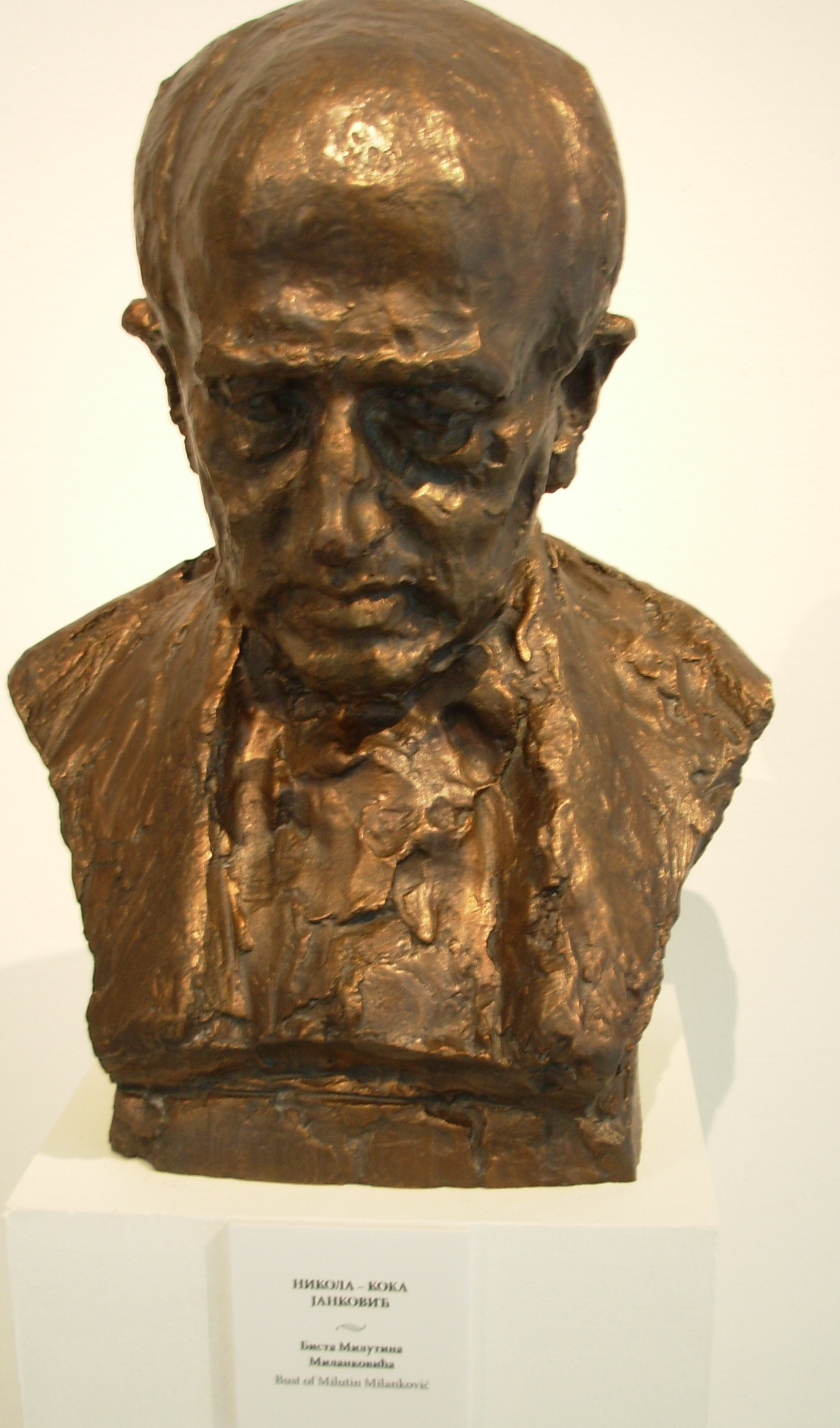
米盧廷·米蘭科維奇胸像

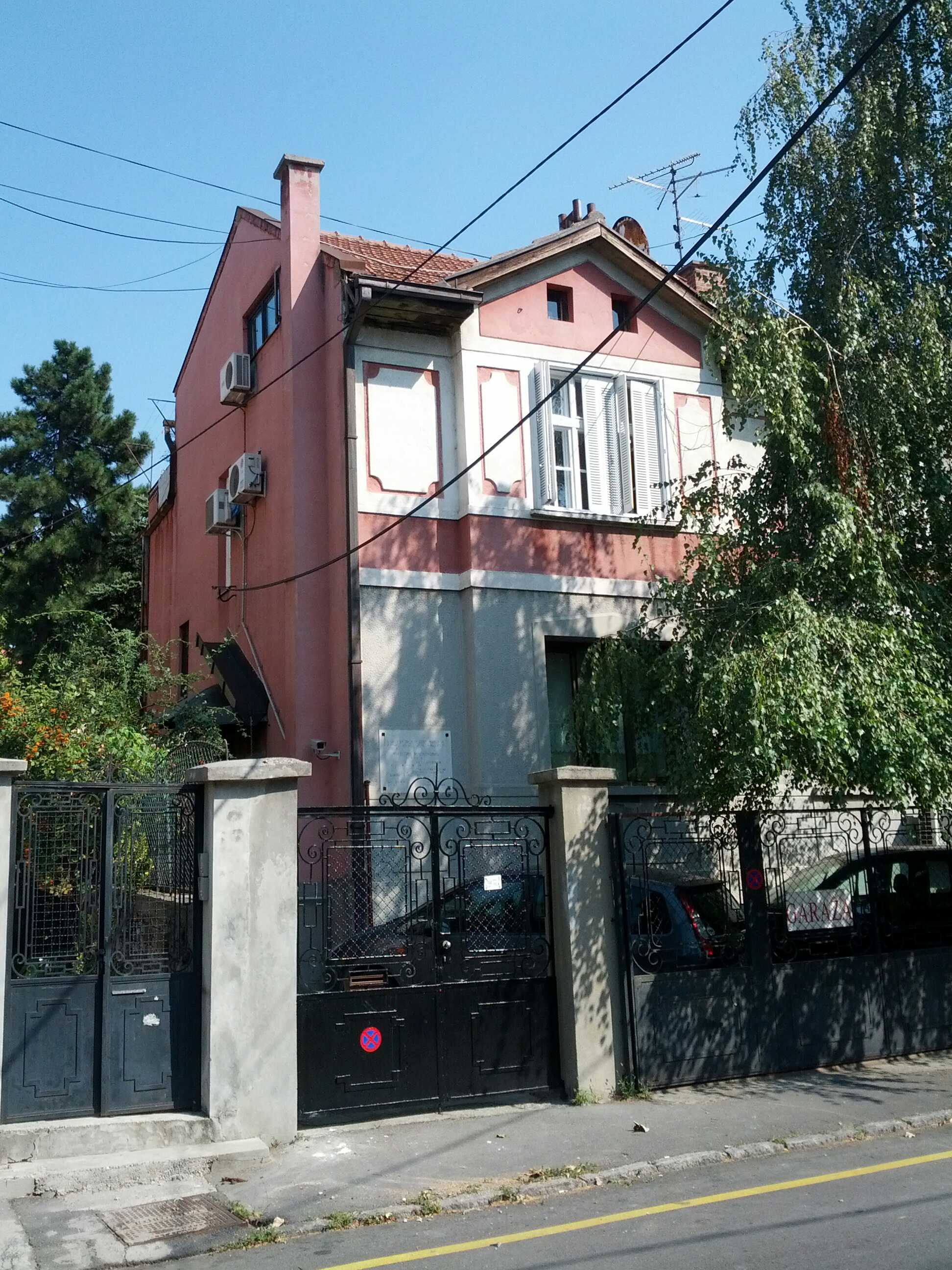
米蘭科維奇在貝爾格勒的住所。

在米蘭科維奇去世後，大多數的科學家開始挑戰他的「教條」，並且不再承認他的研究成果。但在他去世十年後，甚至是他的最重要的成就出版50年後，他的理論重新被考慮。該著作於1969年被以色列科學翻譯計畫翻譯成英文的標題是"Canon of Insolation of the Ice-Age Problem"，並由美國商業部和國家科學基金會出版。

## 「教條」的重生
米蘭科維奇的研究一開始受到承認的速度是很慢地，但之後所有的事實都指出他的理論是正確的。CLIMAP計畫（Climate: Long Range Investigation, Mapping and Production）最終解決並證明了米蘭科維奇循環。在1972年基於深海鑽探岩心，科學家確認了直到70萬年前的氣候變化事件。他們根據岩心分析結果和四年後的結論顯示過去50萬年氣侯曾經因為地球自轉軸的轉軸傾角變化和進動（類似陀螺儀的運動）造成的緩慢運動有關（參見大年 (歲差年)）。而米蘭科維奇在1924年就以複雜的計算（只用鉛筆、紙和巧妙的數學公式）完成了這項工作。在NASA所編的"On the Shoulders of Giants"，米蘭科維奇被認為是世界上所有科學家中最聰明的十個人之一。因此他的畫像現位於華盛頓特區一個博物館中和艾萨克·牛顿、约翰内斯·开普勒、伽利略·伽利莱、尼古拉·哥白尼並列。

## 儒略改革曆
米蘭科維奇於大約1923年提出儒略改革曆。被900除後餘數200或600的年份是閏年，與格里曆被400整除的狀況不同。部分的正教會組織在1923年5月的東正教會議上接受了儒略改革曆。但部分東正教會只將1923年10月13日改成10月1日後實施，以及修改了閏年計算方式以外，復活節等宗教節日仍使用儒略曆計算。在米蘭科維奇提出儒略改革曆時已經有地球自轉週期可能不是常數的質疑出現，但直到1930年代石英鐘和原子鐘相關技術開始發展後才得到確認。地球自轉周期的變化是公曆和儒略改革曆之間長期誤差的原因。

## 其他工作

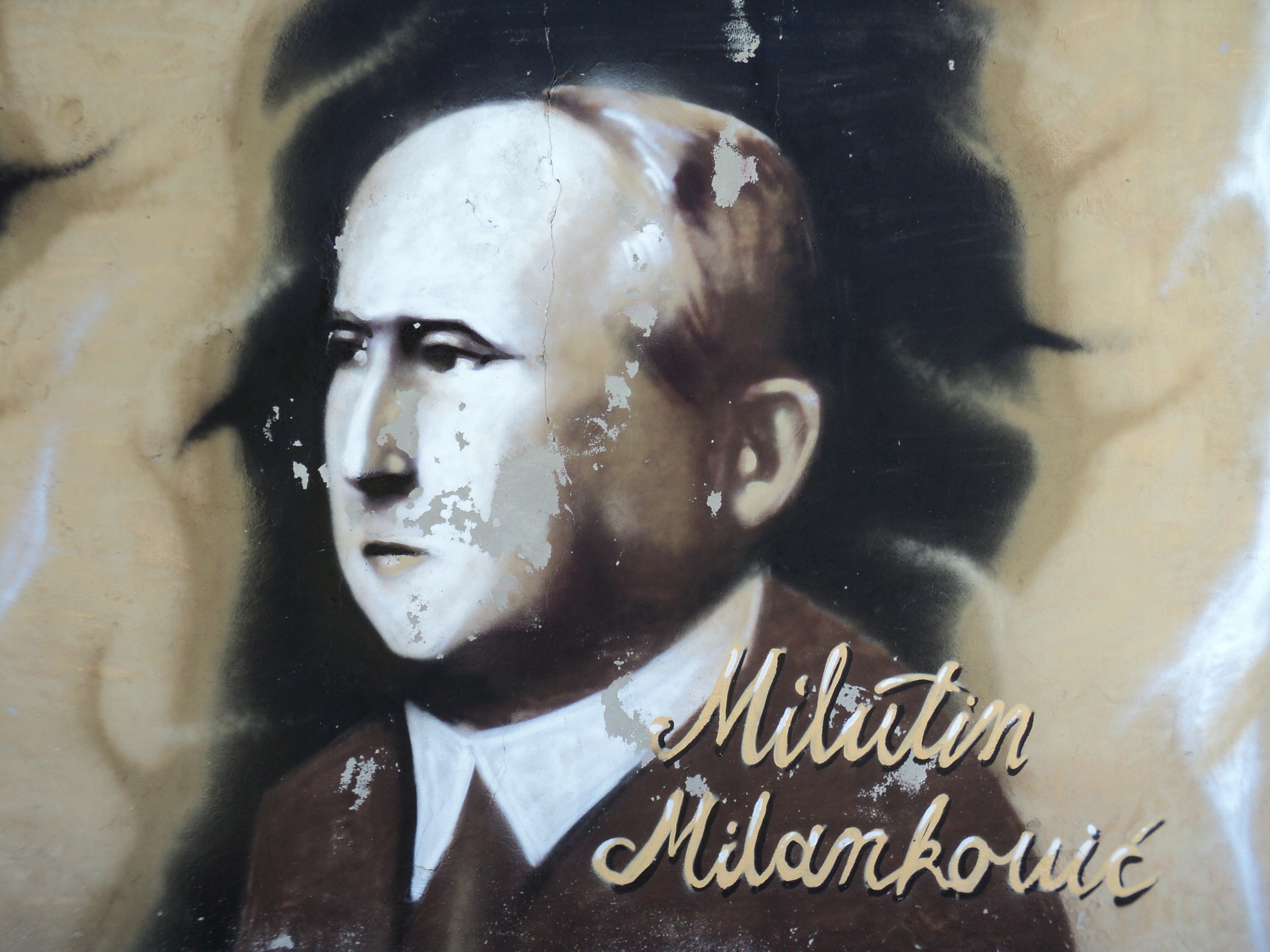
位於奧西耶克的米蘭科維奇塗鴉肖像。

米蘭科維奇除了科學研究之外，對於科學發展史也有極大的興趣。他編寫了一本天文學史的教科書，和兩本讓社會大眾閱讀的書籍：《Through Space and Centuries》是以小說筆法記述天文學史，另一本書《Through the Realm of Science》則是敘述精密科學的發展。
米蘭科維奇曾以塞爾維亞文寫下三卷自傳《Recollection, Experiences and Vision》。該自傳至今尚未被翻譯成其他種語言；因此他的兒子瓦斯科·米蘭科維奇（Vasko Milanković）寫了另一本傳記《我的父親米盧廷·米蘭科維奇》（My father, Milutin Milanković）。
米蘭科維奇於1920年獲選為塞爾維亞科學與藝術學院的通訊會員，1924年成為正式會員。1925成為南斯拉夫科學與藝術學院的通訊會員以及位於德國哈雷利奥波第那科学院院士。他也是南斯拉夫和其他國家許多科學學會和組織的會員。

## 軼事
米蘭科維奇晚年做了一些瑣碎的研究，例如計算以混凝土能建造的最高建築物。他的靈感來自舊約聖經，並在1955年以"The Babylonian tower modern techniques"發表。最後米蘭科維奇計算出"Babylonian tower of concrete to the sky"的結果：如果以混凝土建築巴別塔的基礎寬是1.4公里，塔高會達到20.25公里。這個高度是無法超過的，建築物的靜力平衡會在這個棘手的界線上達到極限。

## 命名事物
- 月球上的米蘭科維奇環形山，位于月球背面。
- 火星上的米蘭科維奇撞擊坑 (火星)，直徑118公里，坐标北纬54.4、东经213.3。
- 小行星1605

## 著作

### 塞爾維亞語
- Milankovitch, M（1909）Osobina kretanja u jednom specijaliziranom problemu triju tela, Belgrade
- Milankovitch, M（1911）O kinematičkoj simetriji i njenoj primeni na kvalitativna rešenja problema dinamike, Belgrade
- Milankovitch, M（1911）O opštim integralima problema n tela, Belgrade
- Milankovitch, M（1912）O teoriji Mišelsonova eksperimenta, Zagreb
- Milankovitch, M（1912）Prilog teoriji matematske klime, Belgrade
- Milankovitch, M（1913）O rasporedu sunčeve radijacije na površini zemlje, Belgrade
- Milankovitch, M（1914）O pitanju astronomskih teorija ledenih doba, Zagreb
- Milankovitch, M（1916）Ispitivanje o klimi planeta Marsa, Zagreb
- Milankovitch, M（1923）Reforma Julijanskog kalendara, Belgrade
- Milankovitch, M（1923）Kalorična godišnja doba i njihova primena u paleoklimatskom problemu, Belgrade
- Milankovitch, M（1926）Ispitivanja o termičkoj konstituciji planetskih atmosfera, Belgrade
- Milankovitch, M（1928）Kroz vasionu i vekove : pisma jednog astronoma, Novi Sad
- Milankovitch, M（1929）O oscilacijama temperature u raznim slojevima Zemljine atmosfere, Belgrade
- Milankovitch, M（1935）Nebeska mehanika, Belgrade
- Milankovitch, M（1939）O upotrebi vektorskih elemenata u računu planetskih poremećaja, Belgrade
- Milankovitch, M（1941）Kanon der Erdebestrahlung und seine anwendung auf das eiszeitenproblem, Belgrade
- Milankovitch, M（1944）Kroz vasionu i vekove : jedna astronomija za svakoga, Belgrade
- Milankovitch, M（1946）Isak Njutn i Njutnova Principija, Belgrade
- Milankovitch, M（1946）Mika Alas : beleške o životu velikog matematičara Mihaila Petrovića : ilustrovano sa 4 fotografije, Belgrade
- Milankovitch, M（1947）Osnovi nebeske mehanike, Belgrade
- Milankovitch, M（1947）Osnivači prirodnih nauka : Pitagora, Demokritos, Aristoteles, Arhimedes, Belgrade
- Milankovitch, M（1948）Istorija astronomske nauke od njenih prvih početaka do 1727, Belgrade
- Milankovitch, M（1948）Astronomska teorija klimatskih promena i njena primena u geofizici, Belgrade
- Milankovitch, M（1950）Kroz carstvo nauka : slike iz života velikih naučnika, Belgrade
- Milankovitch, M（1952）Uspomene, doživljaji i saznanja iz godina 1909 do 1944., Belgrade
- Milankovitch, M（1953  Dvadeset dva veka hemije, Kragujevac
- Milankovitch, M（1953）O Ptolemajevu izračunavanju broja Pi. Belgrade
- Milankovitch, M（1955）Nauka i tehnika tokom vekova, Sarajevo
- Milankovitch, M（1955）Tehnika u toku davnih vekova, Belgrade
- Milankovitch, M（1955）Vavilonski toranj moderne tehnike, Belgrade
- Milankovitch, M（1957）Uspomene, doživljaji i saznanja posle 1944 godine, Belgrade

### 德語
- Milankovitch, M（1905）Beitrag zur Theorie der Betoneisenträger, Vienna
- Milankovitch, M（1907）Die vorteilhafteste Konstruktionshőhe und Verlagsweite der Rippen der Hennebiqueschen Decke, Vienna
- Milankovitch, M（1932）Bahnkurve der sakularen polverlagerung, Belgrade
- Milankovitch, M（1933）Das Problem der Verlagerungen der Drehpole der Erde in den exakten und in den beschreibenden Naturwissenschaften, Belgrade
- Milankovitch, M（1954）Uber den anteil der exakten wissenschaften an der erforschung der geologischenvorzeit, Belgrade
- Milankovitch, M（1956）Aristarchos und Apollonios - das heliozentrische und das geozentrische Weltsystem des klassischen Altertums, Belgrade
- Milankovitch, M（1957）Astronomische Theorie der Klimaschwankungen :ihr Werdegang und Widerhall, Belgrade

## 外部連結
- Life and Scientific Work of Milutin Milanković （页面存档备份，存于）
- Solar Radiation and Milanković
- Milankovitch Cycles and the Shift of the Tropic of Cancer （页面存档备份，存于）
- Precession and the Milanković Theory （页面存档备份，存于）
- Document containing facsimile of first page of Milanković's work, p.3,  Serbian Academy of Science and Arts.
- NASA Earth Observatory article in the "on the shoulders of giants" series （页面存档备份，存于）

45°29′8.37″N 18°59′21.00″E / 45.4856583°N 18.9891667°E